# Massís del Besiberri
El Massís del Besiberri és un massís de l'Alta Ribagorça, situat dins dels termes municipals de la Vall de Boí i de Vilaller. La seva cresta, de 2,1 km, marca els límits entre els dos termes. El vessant oriental és dins del Parc Nacional d'Aigüestortes i Estany de Sant Maurici i l'occidental dins la seva zona perifèrica.
«El seu nom prové del basc "base-be erri", contrada sota l'espadat. L'aplicació al pic és secundària. Besiberri es digué de la vall i de l'estany, llocs que interessen als pastors i muntanyencs del país».
La seva cresta discorre de nord a sud, separant l'occidental Vall de Besiberri i l'oriental Capçalera de Caldes. El Besiberri Nord (3.009,3 m), que també limita al nord amb la vall de Valarties, és l'extrem septentrional de la cresta. Cap al sud trobem: el Besiberri del Mig (2.995,9 m), el Pas de Trescazes (2.908 m) i el Besiberri Sud (3.023,4m). La carena, que separa ara l'oriental Vall de Llubriqueto de la Capçalera de Caldes, continua cap al Pic de Comaloforno (3.029,2 m), sostre del parc. Al sud d'aquest cim, limitant amb la Ribera de Caldes per l'est, la cresta continua per la Punta de Passet (2.997,6 m) i la Punta de Lequeutre (2.966,2 m).